# Михайловка (Архангельский район)
Михайловка (баш. Михайловка) — деревня в Инзерском сельсовете Архангельского района Республики Башкортостан России.
До 2008 года была центром ныне упразднённого Михайловского сельсовета.

## Население
| 2002 | 2009 | 2010 |
| ---- | ---- | ---- |
| 119  | ↘92  | ↘77  |

Согласно переписи 2002 года, преобладающая национальность — русские (76 %).

## Географическое положение
Расстояние до:
- районного центра (Архангельское): 39 км,
- ближайшей железнодорожной станции (Приуралье): 45 км.